# Государственное издательство иностранных и национальных словарей
Государственное издательство иностранных и национальных словарей — издательство в СССР, которое специализировалось на выпуске словарей иностранных языков и национальных языков страны.

## История
Создано постановлением СНК РСФСР от  8 октября 1930 г. в результате преобразования акционерного общества Большая Советская Энциклопедия при Коммунистической Академии. В 1963 г. было слито с издательством «Советская энциклопедия» и под таким названием просуществовало до 1974 г., когда словарная редакция издательства выделилась самостоятельно под названием издательство «Русский язык» . В 1993 г. издательство «Русский язык» раскололось на два издательства: Издательство «Русский язык. Курсы», которое специализируется на литературе для иностранцев, изучающих русский язык, и «Русский язык — Медиа», издающее иностранные словари. В последние годы «Русския язык — Медиа» работает в сотрудничестве с ИД «Дрофа».